# Katri Kaarlonen
Katri Inkeri Kaarlonen (née Kallio le 28 mars 1915 à Nivala – morte le 1er octobre 2008 à Perniö) est une femme politique finlandaise.
Elle est députée du parti du centre au parlement finlandais du  5 avril 1966 au 21 janvier 1972.